# 忽不烈拔都
忽不烈拔都，也作乎不烈拔都，元朝将领，曾任荆南等處招討司事。

## 生平
至元十年（1273年），忽不烈拔都和綦公直被忽必烈任命为同行荆南等處招討司事，率军参加与南宋的战争。